# Il clandestino
Il clandestino (Alambrista!) è un film del 1977 diretto da Robert M. Young, vincitore della Caméra d'or per la migliore opera prima al Festival di Cannes 1978.

## Riconoscimenti
- Caméra d'or al Festival di Cannes 1978
- Concha de Oro al Festival di San Sebastián 1978
- Nel 2023 è stato selezionato per la conservazione nel National Film Registry degli Stati Uniti dalla Biblioteca del Congresso come "culturalmente, storicamente o esteticamente significativo".